# Dick Vrij
Dick Vrij (nacido en 1965) es un artista marcial mixto y luchador profesional neerlandés. Es conocido por su carrera en Japón como parte de UWF Newborn y Fighting Network RINGS, donde tuvo una breve andadura en las artes marciales mixtas.
Vrij es conocido por su controversia y relación con el mundo criminal de Países Bajos. En 2013 tendría que ser introducido en un programa de protección de testigos por su relación con un caso en el que fue asesinado su compañero en la dirección del gimnasio Top Team Beverwijk, Hans Nijman, y también desde el 5 de marzo de 2015, Vrij cumple condena de 3 años de prisión por pertenencia a una banda criminal y agresión al empresario Willem Holleeder, que a su vez sería encarcelado por extorsión e implicación en dicho caso.

## Carrera
Antiguo culturista, Vrij empezó a entrenar en artes marciales mientras trabajaba como portero de discoteca, especializándose en kickboxing con Chris Dolman. Debutaría ante las grandes audiencias en la promoción de lucha libre profesional japonesa UWF Newborn, enfrentándose a Yoshiaki Fujiwara en una contienda en el evento U-COSMOS y perdiendo ante él. Vrij tendría otras dos luchas, derrotando a Yoji Anjo y perdiendo de nuevo ante Fujiwara. Al cerrar UWF, Dick se unió a Akira Maeda en su promoción Fighting Network RINGS, donde Vrij protagonizó el evento principal del primer evento contra el mismo Maeda. A partir de entonces se convertiría en un habitual de RINGS, compitiendo hasta 1999 tanto en lucha libre como en MMA.
En febrero de 1998, Vrij tomó parte en un combate con reglas de vale tudo ante Paul Varelans, oponente mucho más pesado y veterano de Ultimate Fighting Championship. Dick se hallaba bajo medicación pesada debido a una lesión originada en un combate anterior contra Valentijn Overeem, así como otros problemas de salud derivados de su conocido uso de esteroides, pero prefirió no sustraerse del evento en la creencia de que podía tomar el combate sin problemas. Efectivamente, Vrij pudo aturdir a su oponente de un puñetazo en la primera ronda y asestó una sucesión de golpes contra un Varelans agachado y aparentemente ya incapaz de defenderse, pero entonces el árbitro, en lugar de detener el combate como se esperaba, apartó a Vrij y reinició la lucha. Una ronda después, Vrij empezó a perder el vigor por culpa de la medicación, y llegó a un punto en que Varelans tomó ventaja del desfallecimiento de su contrincante y noqueó a Dick con un derechazo, ganando la lucha. Esta decisión arbitral y sus consecuencias atrajeron polémica tanto en Japón como en los Países Bajos, pero RINGS no dio explicaciones oficiales.

## Récord en artes marciales mixtas
| Récord profesional | Récord profesional | Récord profesional |
| 15 peleas          | 7 victorias        | 7 derrotas         |
| ------------------ | ------------------ | ------------------ |
| Nocaut             | 5                  | 2                  |
| Sumisión           | 2                  | 2                  |
| Decisión           | 0                  | 0                  |
| Otros              | 0                  | 3                  |
| Sin resultado      | 1                  | 1                  |

| Resultado     | Récord  | Oponente               | Método                                   | Evento                                | Fecha                 | Ronda | Tiempo      | Localización            | Notas |
| ------------- | ------- | ---------------------- | ---------------------------------------- | ------------------------------------- | --------------------- | ----- | ----------- | ----------------------- | ----- |
| Victoria      | 6-4 (1) | Barrington Patterson   | KO (puñetazo)                            | It's Showtime: Amsterdam Arena        | 8 de junio de 2003    | 2     | 1:47        | Ámsterdam, Países Bajos |       |
| Derrota       | 5-4 (1) | Kavkaz Sultanmagomedov | KO (puñetazos)                           | Ultimate Boxing - PRIDE vs Seikendo   | 11 de junio de 2000   | 1     | 1:44        | Tokio, Japón            |       |
| Derrota       | 5-3 (1) | Chris Haseman          | Sumisión (rear naked choke)              | RINGS Australia - NR 3                | 7 de marzo de 1999    | 1     | 5:17        | Australia               |       |
| Victoria      | 5-2 (1) | Zane Frazier           | KO (puñetazo)                            | RINGS Holland - Judgement Day         | 7 de febrero de 1999  | 1     | 2:34        | Ámsterdam, Países Bajos |       |
| Derrota       | 4-2 (1) | Paul Varelans          | KO (puñetazo)                            | RINGS Holland - The King of Rings     | 8 de febrero de 1998  | 2     | 0:30        | Ámsterdam, Países Bajos |       |
| Victoria      | 4-1 (1) | Tony Halme             | TKO (parada del médico)                  | RINGS - Extension Fighting 2          | 22 de abril de 1997   | 1     | 2:42        | Tokio, Japón            |       |
| Sin resultado | 3-1 (1) | Pedro Palm             | Sin resultado (patada ilegal en el piso) | RINGS Holland - The Final Challenge   | 2 de febrero de 1997  | 1     | 1:00        | Ámsterdam, Países Bajos |       |
| Derrota       | 3-1     | Mitsuya Nagai          | Sumisión (heel hook)                     | RINGS - Maelstrom 6                   | 24 de agosto de 1996  | 1     | 6:16        | Tokio, Japón            |       |
| Victoria      | 3-0     | Humbert Numrich        | Sumisión (forearm choke)                 | RINGS Holland - Kings of Martial Arts | 18 de febrero de 1996 | 1     | 1:48        | Ámsterdam, Países Bajos |       |
| Victoria      | 2-0     | Mitsuya Nagai          | KO (rodillazo)                           | RINGS Holland - Free Fight            | 19 de febrero de 1995 | 1     | 3:07        | Ámsterdam, Países Bajos |       |
| Victoria      | 1-0     | Tony Halme             | KO (puñetazos)                           | RINGS - Budokan Hall 1995             | 25 de enero de 1995   | 1     | Desconocido | Tokio, Japón            |       |

### Luchas de reglas mixtas
| Resultado | Récord | Oponente      | Método        | Evento                         | Fecha              | Ronda | Tiempo | Localización | Notas |
| --------- | ------ | ------------- | ------------- | ------------------------------ | ------------------ | ----- | ------ | ------------ | ----- |
| Victoria  | 1-0    | Mitsuya Nagai | TKO (palmazo) | RINGS - Mega Battle IV: Kohrin | 16 de mayo de 1992 | 1     | 6:11   | Tokio, Japón |       |